# Andy Classen
Andy Classen (* 20. Jahrhundert) ist ein deutscher Musikproduzent und Musiker.

## Karriere
Er begann seine Karriere 1981 als Gitarrist der deutschen Thrash-Metal-Band Holy Moses, deren jetzige Frontfrau seine Ex-Frau Sabina Classen ist. Zu Classens ersten Produktionen unter dem Label West Virginia Records zählten die Alben When War Begins… von der Thrashcore-Band Warpath und Mc Gillroy the Housefly von der Psychedelic-Death-Metal-Band Incubator. Andy Classen nahm auch Einfluss in die deutsche Hardcore-Punk-Szene, indem er Bands wie Ryker’s und Brightside produzierte. Classen blieb bis 1994 Gitarrist bei Holy Moses. Nach seinem Ausstieg wurde er Vollzeitproduzent und Toningenieur im Stage One Studio.
1997 gründete Andy Classen gemeinsam mit Dirk Weiss von der Thrash-Metal-Band Warpath die der Neuen Deutschen Härte zugeordnete Band Richthofen, mit der er das Debütalbum Seelenwalzer aufnahm und anschließend auf Tour ging. Vor den Aufnahmen zum zweiten Album Helden der Zeit trennte er sich von Richthofen und konzentrierte sich erneut auf seine Arbeit als Produzent.
Holy Moses waren bis zum Jahr 2001 inaktiv, bis die Band von Sabina Classen mit Andy Classen als gelegentlichem Songwriter und Produzenten wiederbelebt wurde. Im Jahr 2005 nahmen Holy Moses das Album Strength Power Will Passion auf.

### Produktionen
Während der 1990er Jahre etablierte Andy Classen sich als Produzent in der deutschen und internationalen Hardcore-, Thrash-Metal- und Death-Metal-Szene. Als Produzent saß er am Mischpult für Bands wie
| - Daksinroy - Dew-Scented - Tankard - Disbelief - Die Apokalyptischen Reiter - Scornage | - President Evil - Asphyx - Belphegor - Legion of the Damned - Mor Dagor | - Krisiun (Brasilien) - Rotting Christ (Griechenland) - Graveworm (Italien) - Destruction - Kärbholz - Suidakra |